# NRTL
NRTL (англ. Non-Random Two Liquid ) — одна из моделей локального состава, используемая для описания уравнения состояния жидкостей. Предложена Реноном и Праусницем и применяется в моделировании технологических процессов.

## Описание
Как и в других моделях теории локального состава, в NRTL считается, что свойства жидких смесей определяются локальными концентрациями молекул компонентов {\displaystyle {\mathsf {i}}} и {\displaystyle {\mathsf {j}}}.
В общем виде для n компонентов уравнения NRTL имеют следующий вид:
{\displaystyle {\mathsf {{\frac {g^{E}}{RT}}=\sum _{i=1}^{n}x_{i}\left[{\frac {\sum _{j=1}^{n}\tau _{j\ i}G_{j\ i}x_{j}}{\sum _{k=1}^{n}x_{k}G_{j\ i}}}\right]}}}
{\displaystyle {\mathsf {\ln \gamma _{i}={\frac {\sum _{j=1}^{n}\tau _{j\ i}G_{j\ i}x_{j}}{\sum _{k=1}^{n}x_{k}G_{k\ i}}}+\sum _{j=1}^{n}{\frac {x_{j}G_{i\ j}}{\sum _{k=1}^{n}x_{k}G_{k\ j}}}\left(\tau _{i\ j}-{\frac {\sum _{i=1}^{n}x_{i}\tau _{i\ j}G_{i\ j}}{\sum _{k=1}^{n}{G_{k\ j}x_{k}}}}\right)}}}
Здесь {\displaystyle {\mathsf {g^{E}}}} — избыточная энергия Гиббса, {\displaystyle {\mathsf {G_{i\ j}=exp(-\alpha _{i\ j}\tau _{i\ j})}}}, {\displaystyle {\mathsf {\tau _{i\ j}={\frac {C_{i\ j}}{RT}}}}}; {\displaystyle {\mathsf {C_{i\ j}=g_{i\ j}-g_{j\ j}}}}; {\displaystyle {\mathsf {\alpha _{j\ i}=\alpha _{i\ j}}}}. При этом принимается, что {\displaystyle {\mathsf {\alpha _{i\ i}=\tau _{i\ i}=C_{i\ i}=0}}}.
{\displaystyle {\mathsf {C_{i\ j}}}} и {\displaystyle {\mathsf {\tau _{i\ j}}}} — это основные и приведённые энергетические параметры, {\displaystyle {\mathsf {g_{i\ j}}}} и {\displaystyle {\mathsf {g_{j\ j}}}} — переменные, описывающие энергию взаимодействия пары молекул {\displaystyle {\mathsf {i-j}}} и {\displaystyle {\mathsf {j-j}}}. Параметр {\displaystyle {\mathsf {\alpha _{i\ j}}}} определяет упорядоченность распределения молекул в растворе и связан с координационным числом жидкости.
При проведении расчётов значения {\displaystyle {\mathsf {\alpha _{i\ j}}}} определяют экспериментальным способом измерением мольного соотношения компонентов в жидкой и паровой фазе при различных температурах и давлениях, либо устанавливают в соответствии с химической природой компонентов моделируемой системы:
- {\displaystyle {\mathsf {\alpha _{i\ j}}}} = 0,2 (смеси алканов с полярными неассоциированными жидкостями при малой взаимной растворимости компонентов)
- {\displaystyle {\mathsf {\alpha _{i\ j}}}} = 0,3 (системы с небольшими отклонениями от идеальности, например, вода + полярные неассоциированные вещества)
- {\displaystyle {\mathsf {\alpha _{i\ j}}}} = 0,4 (смеси алканов с перфторалканами)
- {\displaystyle {\mathsf {\alpha _{i\ j}}}} = 0,47 (смеси полярных ассоциированных веществ с неполярными веществами, водой)

Для бинарного раствора, состоящего из компонентов {\displaystyle {\mathsf {1}}} и {\displaystyle {\mathsf {2}}}, уравнения имеют вид:
{\displaystyle {\mathsf {{\frac {g^{E}}{RT}}=x_{1}x_{2}[{\frac {\tau _{2\ 1}G_{2\ 1}}{x_{1}+x_{2}G_{2\ 1}}}+{\frac {\tau _{1\ 2}G_{1\ 2}}{x_{2}+x_{1}G_{1\ 2}}}]}}}
{\displaystyle {\mathsf {\ln \gamma _{1}=x_{2}^{2}[{\frac {\tau _{2\ 1}G_{2\ 1}^{2}}{(x_{1}+x_{2}G_{2\ 1}^{2})}}+{\frac {\tau _{1\ 2}G_{1\ 2}^{2}}{(x_{2}+x_{1}G_{1\ 2}^{2})}}]}}}
{\displaystyle {\mathsf {\ln \gamma _{2}=x_{1}^{2}[{\frac {\tau _{1\ 2}G_{1\ 2}^{2}}{(x_{2}+x_{1}G_{1\ 2}^{2})}}+{\frac {\tau _{2\ 1}G_{2\ 1}^{2}}{(x_{1}+x_{2}G_{2\ 1}^{2})}}]}}}
{\displaystyle {\mathsf {\ln \gamma _{1}^{\infty }=\tau _{2\ 1}+\tau _{1\ 2}G_{1\ 2}}}}
{\displaystyle {\mathsf {\ln \gamma _{2}^{\infty }=\tau _{\ 2}+\tau _{2\ 1}G_{2\ 1}}}}
Здесь {\displaystyle {\mathsf {\gamma _{1}}}}, {\displaystyle {\mathsf {\gamma _{2}}}} — коэффициенты активности компонентов; {\displaystyle {\mathsf {g_{j-i}}}}.

## Температурная зависимость
Для описания температурной зависимости параметров уравнения NRTL используют 2 способа:
- расширенное уравнение Антуана

{\displaystyle {\mathsf {\tau _{i\ j}=f(T)=a_{i\ j}+{\frac {b_{i\ j}}{T}}+c_{i\ j}\ln T+d_{i\ j}}}}
- полиномиальная форма

{\displaystyle {\mathsf {\Delta g_{i\ j}=f(T)=a_{i\ j}+b_{i\ j}\cdot T+c_{i\ j}T^{2}}}}

## Применение
Модель NRTL хорошо предсказывает свойства широкого круга систем, например, смесей сильно неидеальных веществ и частично несмешивающихся систем. 
Эта модель применяется в программах моделирования технологических процессов, в частности, в пакетах Aspen Plus и Aspen HYSYS.